# Шанди (Павлодарський район)
Шанди́ (каз. Шаңды) — село у складі Павлодарського району Павлодарської області Казахстану. Входить до складу Кеменгерського сільського округу.
Населення — 150 осіб (2021; 159 у 2009, 194 у 1999, 177 у 1989).
Національний склад станом на 1989 рік:
- казахи — 100 %

Станом на 1989 рік село називалось Ерік.